# دهه ۹۸۰ (میلادی)
دهه ۹۸۰ (میلادی) دهه نود و هشتم تقویم میلادی است.

## درگذشتگان
‎